# Port lotniczy Al-Kajsuma
Port lotniczy Al-Kajsuma (ICAO: AQI, ICAO: OEPA) – port lotniczy położony w Al-Kajsuma, w prowincji Wschodniej, w Arabii Saudyjskiej.

## Linie lotnicze i połączenia
| Linia Lotnicza | Kierunek           |
| -------------- | ------------------ |
| Flydubai       | 1. Dubaj           |
| Nesma Airlines | 1. Hail            |
| Nile Air       | 1. Kair            |
| Saudia         | 1. Dżudda 2. Rijad |